# Манчини (Катанцаро)
Манчини је насеље у Италији у округу Катанцаро, региону Калабрија.
Према процени из 2011. у насељу је живело 15 становника. Насеље се налази на надморској висини од 910 м.